# التدريب التكتيكي الطبي
برنامج التدريب التكتيكي الطبي
من ويكيبيديا، الموسوعة الحرة
البرنامج التدريبي للشهادة الطبية التكتيكية المعروف أيضًا باسم Med Tac ، وهو برنامج تدريبي عالمي لرعاية الإنقاذ من قبل المارة. يركز على إجراءات إنقاذ الحياة التي يمكن أن يقوم بها المارة غير الطبيين)لا يعملون بمهنة الطب) لاسباب الوفاة الثمانية الرئيسية للأطفال والشباب والبالغين التي يمكن منعه
```
في المناطق الحضرية في الولايات المتحدة، يصل أول المستجيبين المحترفين إلى موقع الطوارئ بعد حوالي 10 دقائق، ولكن تم العثور على رعاية إنقاذ فورية من قبل المارة في غضون ثلاث دقائق من وقوع الحدث وكان له تأثير هائل على النجاة والضرر البليغ.
[
2
]
```

وقد تم إنشاؤه وتسريعه بعد الزيادة الهائلة في أحداث إطلاق النار والإرهاب النشطة، حيث انه يدمج ما بين البرنامج التدريبي لجمعية القلب الأمريكية Heartsaver CPR / AED أو التدريب المكافئ للصليب الأحمر الأمريكي وبرنامج Stop the Bleed الذي ترعاه وزارة الأمن الداخلية الأمريكية والكلية الأمريكية للجراحين

## محتويات
1.	برنامج رعاية إنقاذ المارة Med Tac
2.	معلومات أساسية
3.	منهج برنامج Med Tac
4.	نموذج المقياس العالمي
4.1.	رعاية المارة
4.2.	التعلم المختلط
4.3.	محاكاه شاملة
4.4. فريق الفرق وشبكة الشبكات
5.	برامج متخصصة
6.	التقدير والجوائز
7.	افلام وثائقية ووسائط الاعلام
8.	المراجع

## برنامج رعاية إنقاذ المارة Med Tac
يتم توفير البرنامج مجانا للمدارس، والمنظمات العضوية مثل كشافة البنين والبنات والفرق الرياضية، والمنظمات الدينية، حيث يُعلم مهارات متنوعة يٌمكن استخدامها في الدقائق القليلة الأولى قبل وصول أول المستجيبين المحترفين.
```
المخاطر الصحية التي يتعرض لها الأطفال والبالغون هي السكتة القلبية المفاجئة والاختناق والغرق والجرعات الزائدة من المواد الأفيونية والحساسية المفرطة والاصابات الخطيرة والنزيف والحوادث الشائعة وحوادث المركبات غير المتعلقة بالمرور والتنمر والعنف في موقع العمل. 
[
1
]
```

إن برنامج التدريب التكتيكي الطبي كان الأول من نوعه لمعالجة جميع هذه الأسباب الرئيسية للوفاة والضرر في برنامج واحد متكامل، وحصل المؤسسون على جائزة Pete Conrad لسلامة المرضى لعام 2018 لعملهم في التدريب لانقاذ الحياة.
```
انتشر البرنامج عالميًا من خلال المقالات والمنشورات مثل مجلة Campus Safety 
[
11
]
حيث أنها تُوضح قيام المتدربين ومدربي البرنامج باٍنقاذ الأرواح من خلال تطبيق التدريب الذي تلقوه في البرنامج بعد أسابيع فقط من إتمام التدريب الأولي.
[
11
]
```

## معلومات أساسية
تم تأسيس البرنامج في عام 2015 من قبل الدكتور جريجوري بوتز وويليام هـ. أدكوكسفي مركز MD Anderson لأمراض السرطان بجامعة تكساس، وتشارلي دينهام الثالث والدكتور تشارلز دينهام الثاني من TMIT في كاليفورنيا عندما كانوا يطورون برنامجًا نشطًا للتدريب على إطلاق النار من أجل مركز تكساس الطبي والمدارس في تكساس ومقاطعة أورانج بولاية كاليفورنيا.
ويتم توفير Med Tac من قبل TMIT Global ، وهي منظمة أبحاث طبية 501c3 التي تقود المجتمع للممارسة العالمية لسلامة المرضى منذ عام 1999.
قام اختبار TMIT National Research Bed، الذي أنشأته TMIT Global ، بدراسة الحالات الأكثر شيوعًا في المستشفيات وبرامج الدفع مقابل الأداء بالتعاون مع مراكز الرعاية الطبية والعلاج الطبي وإدارة الموارد والخدمات الصحية ومجموعات أصحاب العمل الكبيرة.
يركز برنامج Med Tac على رعاية الطوارئ قبل دخول المستشفى والرعاية الطبية الطارئة قبل الخروج من المستشفيات ورعاية الأطباء الرعاية الأولية.

## منهج برنامج Med Tac
يتلقى متعلمون البرنامج الأساسي في المدارس والفرق الكشفية 3 ساعات تدريب عبرالإنترنت يتبعها تدريب الكفاءة في الموقع. يتضمن موقع التدريب تعليمات من قبل AHAالمعتمدة من CPR / AED أو مدربين الصليب الأحمر الأمريكيالمعروفون بكفاءاتهم بالإنعاش القلبي الرئوي CPR واستخدام الأدوات والإسعافات الأوليه، ويتم أيضا تدريس دورة شهادة Stop the Bleed كما يتم تدريس الكفاءات للسيطرة على النزيف الحاد.
```
التدريب عبر الإنترنت مجاني ويقوم المتعلمين بدفع رسوم التدريب في الموقع إلى المدربين المحليين الذين تم اختيارهم من خلال AHA والصليب الأحمر الأمريكي 
والكلية الأمريكية للجراحين
.حيث يتم تدريب المتعلمين على استخدام مناورة هيمليك، ورعاية ضحايا الغرق، والوقاية من التمزقات التي يمكن أن تؤدي إلى تعفن الدم، ورعاية الجرعة الزائدة من المواد الأفيونية، ويتم توفير الشهادات لطلاب المدارس الإعدادية والمتوسطة والثانوية.
[
11
]
 وقد تم إطلاق أول برنامج خاص بالكلية للطلاب في جامعة ستانفورد لمعالجة تحديات الإنقاذ الفريدة للشباب.
[
13
]
```

## نموذج المقياس العالمي
يستخدم Med Tac منهجًا مكونًا من أربعة عناصر لتطوير النطاق العالمي ويتم تحديث عناصر المناهج الأساسية بشكل مستمر، وتٌعزز بتكنولوجيا الإنترنت، ويظل كل التمويل محليًا حتى تتمكن المجتمعات من تطوير نظامها البيئي للتدريب.

### رعاية المارة
يركز تطوير برنامج التدريب العالمي لرعاية المارة على الدقائق القليلة الأولى الحيوية المنقذة للحياة قبل وصول المستجيبين الأوائل المحترفين. ويتم تحديث المناهج الدراسية باستمرار لتعكس أحدث إرشادات وتطورات الطب القائم على الأدلة والتطورات التي تم قبولها من قبل منظمات الطوارئ الوطنية والرعاية الحرجة، يتم اعتماد البرنامج على نطاق أوسع دوليًا من خلال تطبيق معايير الرعاية المقبولة دوليًا.

### التعلم المختلط
نهج التعلم المختلط لنقل المعرفة عبر الإنترنت يكمّله التدريب على المهارات في الموقع والممارسة التداولية بقيادة المدربين المحليين ويمكن استخدام البرنامج مجانا عبر الإنترنت لطلاب المدارس والمنظمات الكشفية والمؤسسات الدينية، وتقوم المنظمات المشاركة بتزويد مدربين محليين مؤهلين يتعاقدون معهم بشكل مباشر.

### محاكاه شاملة
تُستعمل تقنيات المحاكاة باستخدام سيناريوهات واقعية لتحسين رد الفعل أثناء الأزمات عالية الضغط. وتتضمن السيناريوهات إجراء مكالمات 911 والتواصل مع أول المستجيبين، وتعيينات المهام الرئيسية، وإجراء الإنعاش القلبي الرئوي واستخدام أجهزة AEDs ، وممارسة العناية بالنزيف الحاد، واستخدام الادرينالين عن طريق الحقن الذاتي مثل EPI Pens ، واستخدام عوامل انعكاس المواد الأفيونية.

### فريق الفرق وشبكة الشبكات
يستخدم Med Tac شبكات التدريب الحالية للمعلمين والمنظمات العضوية مثل المدارس والكشافة والنوادي والمنصات الدينية بدلاً من محاولة بناء شبكات جديدة كليا. وتستطيع الفرق متعددة الأجيال من الشبكات المحلية تلبية احتياجات مجموعة واسعة من الطلاب.

## برامج متخصصة
تم تخصيص التدريب لبيئات محددة ذات احتياجات مختلفة، وأصبحت برامج Med Tac قابلة للتطوير عند تعديلها لتناسب المنظمات والبيئات الأخرى. وتشتمل برامج التخصص القائمة على الأدلة والمستندة على البيانات على مبادرة Lifeguard - Surf ، والغواصين، والطيران، وتطبيق القانون والأمن، وبرنامج KidLeaders لإرشاد الشباب، ووزارة أمن الرعاية الصحية، وبرامج الشركات.

## التقدير والجوائز
فاز فريق Med Tac بجائزة 2018 Pete Conrad Global لسلامة المرضى لقيامه بالتدريب على إنقاذ الحياة.

## افلام وثائقية ووسائط الاعلام
أنتج أعضاء فريق Med Tac أفلامًا وثائقية تم بثها عالميًا على قناة Discovery من ضمنها
```
Chasing Zero: Winning the War on Healthcare Harm
 و 
Surfing the Healthcare Tsunami: Bring Your Best Board
```

وفيلم ثالث في السلسلة الوثائقية بعنوان 3 Minutes and Counting الذي سيروي قصة Med Tac وكيف يمكن للمارة الذين يتلقون تدريبًا أساسيًا أن ينقذوا حياة الآخرين في الدقائق الثلاث الأولى من حالة الطوارئ الطبية قبل وصول أول المستجيبين المحترفين.
نشرت مجلة Campus Safety سلسلة من المقالات تسلط الضوء على فوائد تنفيذ برنامج Med Tac بين ديسمبر 2018 ونوفمبر 2019. تضمنت المقالات:
•	“كيف يمكن للمارين إنقاذ الأرواح في حالات الطوارئ الطبية”، Campus Safety ، نوفمبر / ديسمبر 2018
•	“الاستجابة الفعالة للرماة الماهرين في مرافق الرعاية الصحية” ، Campus Safety ، يناير / فبراير 2019
•	“محاربة الفشل في الإنقاذ مع فرق الاستجابة السريعة” ، Campus Safety ، يونيو 2019
•	“من الممكن ان يكون مكلفا الوضع الغير مناسب لأجهزة AED وأجهزة التحكم في النزيف” ، Campus Safety ، نوفمبر 2019